# Lockdown (Izgubljeni)
Lockdown je sedamnaesta epizoda druge sezone televizijske serije Izgubljeni, a sveukupno 42. epizoda serije. Režirao ju je Stephen Williams, a napisali su je Carlton Cuse i Damon Lindelof. Prvi puta se emitirala 29. ožujka 2006. godine na televizijskoj mreži ABC. Glavni lik radnje epizode je John Locke (Terry O'Quinn). 

## Radnja

### Flashback
U radnji koju pratimo prije zrakoplovne nesreće na otoku, Locke se priprema zaprositi svoju djevojku Helen tijekom piknika, ali dok priprema ručak ona primijeti osmrtnicu za Lockeovog oca u novinama pa njih dvoje odgađaju piknik i odlaze na sprovod. Na pogrebu nema nikoga drugoga osim dvojice tajanstvenih muškaraca koji stoje u daljini. Na groblju se također nalazi i srebrni Mercedes s vozačem koji neprestano gleda u Lockea tijekom pogreba. Na kraju ceremonije, Locke stoji pokraj lijesa i oprašta ocu.
Kasnije se otkriva da je Locke započeo s vlastitim biznisom provjeravanja sigurnosti kuća za stanovanje. Za vrijeme razgovora s Nadijom on ponovno ugleda isti srebrni automobil u blizini svoje kuće i uskoro otkriva da ga vozi njegov otac koji je lažirao vlastitu smrt kako bi izbjegao dvojici muškaraca koji ga žele ubiti zbog toga što ih je prevario. Od Lockea traži da ode do banke kako bi se domogao novca u sigurnosnom sefu te mu kaže da za sebe može zadržati sumu od dvjesto tisuća dolara. Kada ga Helen pita u vezi istoga, Locke joj laže i kaže da nije vidio svog oca. Njih dvojica se sretnu u motelu i Locke govori svom ocu da se namjerava oženiti s Helen. Ali u trenutku kada poželi otići, otkriva da ga je Helen pratila pa njih dvoje prekidaju kada ga ona optuži da više voli svog oca od nje. Locke u tom trenutku pada na koljena i zaprosi je, ali Helen ga odbija i odlazi ostavljajući Lockea koji gleda u svog oca, a koji također odlazi taksijem sa svojim novcem. 

### Na otoku
Henry Gale pokušava uvjeriti Lockea i sumnjičavog Jacka da se šalio kada je rekao da je poslao Sayida i društvo u zamku. Nakon što se Jack i Locke posvađaju oko toga što učiniti sljedeće, Jack odlazi iz okna i ostavlja Lockea da vrati Henryja u prostoriju u kojoj ga drže kao zarobljenika. Kada Jack dođe do plaže vidi Kate, Hurleyja i Sawyera koji igraju poker s Dharma kartama. Uvjeri ostale da zna igrati igru te izazove pretjerano samopouzdanog Sawyera na partiju kako bi povratio neke lijekove koje ovaj drži kod sebe. Jack pobjeđuje i kaže Sawyeru da će kasnije doći po lijekove.
U oknu, dok se Locke relaksira vozeći bicikl, odjednom čuje zvuk koji dopire iz zvučnika premda je još punih 47 minuta ostalo do trenutka kada mora ponovno unijeti brojeve u kompjuter. Nekoliko sekundi nakon toga začuje ženski glas koji odbrojava od deset do nule i vrata okna počnu se brzo zatvarati, ali Locke uspijeva jedna od njih zaustaviti uz pomoć kutije s alatom. Pokuša se provući ispod vrata, ali kutija s alatom nije dovoljno jaka i vrata padnu na Johnove noge, zarobivši ga. Budući da kompjuter još uvijek radi i odbrojava, Locke kaže Henryju da mora doći do sobe s kompjuterom kroz ventilaciju kako bi unio brojeve, a Henry pristane na misiju pod uvjetom da ga Locke ubuduće zaštiti od ostalih preživjelih.
Dok Galea nema Locke začuje odbrojavanje od jedne minute koliko je vremena ostalo za unos brojeva u kompjuter; alarm se zaustavlja i začuje se čudan zvuk (sličan onome iz epizode One of Them) te se ugase svjetla. Nekoliko sekundi poslije upale se noćna svjetla i na otprilike tridesetak sekundi Locke na vratima koja su ga prignječila ugleda dijagram. Dijagram zapravo prikazuje složenu mapu otoka, ali ju on ne uspije vidjeti dovoljno dugo da bi ju zapamtio budući se upale obična svjetla i vrata okna vrate se u svoj normalan položaj. Henry izlazi iz sobe s kompjuterom i kaže Lockeu da je učinio ono što je on od njega tražio.
U međuvremenu na plaži Kate vidi svjetlo iz džungle i nakon što ona i Jack odu istražiti pronalaze veliki paket hrane koji je povezan s padobranom. Ubrzo im se pridružuju Sayid, Ana Lucia i Charlie koji su se upravo vratili.
Kada Jack uđe u okno brzo zgrabi Henryja s ozlijeđenog Lockea premda Locke pokušava braniti Henryja rekavši svima da mu je pomogao kada se oglasio alarm i kada su ga vrata prikliještila. Sayid potvrđuje da su pronašli veliki balon i grob koji su se nalazili točno na mjestu koje je Henry opisao. Međutim, Sayid također dodaje da je bio skeptičan oko istinitosti Henryjevih tvrdnji pa je iskopao grob da se uvjeri je li u njemu zbilja pokopana Henryjeva supruga; umjesto nje u grobu je pronašao leš muškarca s osobnom iskaznicom koja pokazuje da je leš zapravo Henry Gale. U tom trenutku preživjeli shvate da "Henry" nije onaj za kojeg se izdaje i da on zaista jest jedan od Drugih. 

## Vanjske poveznice
- "Lockdown"  Arhivirana inačica izvorne stranice od 23. listopada 2012. (Wayback Machine) na ABC-u